# Worcester Summit
Worcester Summit (in lingua inglese: Cima Worcester) è la cresta di una dorsale che si innalza fino a 2.030 m all'estremità orientale della Jaeger Table del Dufek Massif, nei Monti Pensacola in Antartide. 
La denominazione è stata assegnata nel 1979 dall'Advisory Committee on Antarctic Names (US-ACAN) in onore di Robin D. Worcester il quale, assieme a David W. Bennett, costituì il primo dei gruppi annuali di osservazione satellitare dell'United States Geological Survey (USGS) presso la Base Amundsen-Scott nell'inverno 1973.